# جان جی. مک‌نامارا (نویسنده)
جان جی. مک‌نامارا (انگلیسی: John J. McNamara; ۷ فوریهٔ ۱۹۳۲ – ۱۸ اکتبر ۱۹۸۶) نویسنده اهل ایالات متحده آمریکا بود.